# Malene Krause
Malene Krause (Frederiksberg, 18 de junio de 1963) es una deportista danesa que compitió en curling.
Ganó tres medallas en el Campeonato Mundial de Curling entre los años 1990 y 2001, y cinco medallas en el Campeonato Europeo de Curling entre los años 1981 y 2005.
Participó en dos Juegos Olímpicos de Invierno, ocupando el octavo lugar en Salt Lake City 2002 y el octavo en Turín 2006, la prueba femenina.

## Palmarés internacional
| Campeonato Mundial | Campeonato Mundial                | Campeonato Mundial | Campeonato Mundial |
| Año                | Lugar                             | Medalla            | Prueba             |
| ------------------ | --------------------------------- | ------------------ | ------------------ |
| 1990               | Västerås (Suecia)                 | Medalla de bronce  | Equipo             |
| 1999               | Saint John (Canadá)               | Medalla de bronce  | Equipo             |
| 2001               | Lausana (Suiza)                   | Medalla de bronce  | Equipo             |
| Campeonato Europeo |                                   |                    |                    |
| Año                | Lugar                             | Medalla            | Prueba             |
| 1981               | Grindelwald (Suiza)               | Medalla de bronce  | Equipo             |
| 2001               | Vierumäki (Finlandia)             | Medalla de plata   | Equipo             |
| 2002               | Grindelwald (Suiza)               | Medalla de plata   | Equipo             |
| 2003               | Courmayeur (Italia)               | Medalla de bronce  | Equipo             |
| 2005               | Garmisch-Partenkirchen (Alemania) | Medalla de bronce  | Equipo             |